# Campionato mondiale di hockey su ghiaccio 1950
Il 17º Campionato mondiale di hockey su ghiaccio, valido anche come 28º campionato europeo di hockey su ghiaccio, si tenne nel periodo fra il 12 e il 22 marzo 1950 nella città di Londra, nel Regno Unito, nelle tre arene di Wembley, Empress Hall e Harringay, tredici anni dopo il primo mondiale disputatosi nel paese nel 1937. Al via si presentarono nove squadre, e fece notizia l'assenza della nazionale della Cecoslovacchia, ufficialmente a causa dell'assenza dei permessi per i giornalisti, mentre in realtà ai giocatori non fu accordato il permesso di recarsi al di fuori del paese per paura di fughe dopo il colpo di stato del 1948. Nella fase preliminare, composta da tre gironi a tre squadre, le prime due di ciascun gruppo si qualificarono per il girone finale dove si contesero le posizioni del podio, mentre le squadre eliminate al primo turno disputarono un girone di consolazione per assegnare le posizioni dalla 7 alla 9.
Il Canada conquistò, a due anni di distanza dall'ultimo, il tredicesimo titolo mondiale, superando nel girone finale di due punti l'altra compagine nordamericana degli Stati Uniti, mentre al terzo posto giunse la Svizzera, campionessa d'
Europa. I padroni di casa del Regno Unito invece giunsero solo al quarto posto finale.

## Gironi preliminari

### Gruppo A
| Londra 12 marzo 1950 | Svizzera | 24 – 3 (5-1; 7-1; 12-1) | Belgio | Harringay Arena (2.000 spett.) |

| Londra 12 marzo 1950 | Canada | 13 – 2 (5-1; 4-1; 4-0) | Svizzera | Harringay Arena (5.000 spett.) |

| Londra 13 marzo 1950 | Canada | 33 – 0 (14-0; 10-0; 9-0) | Belgio | Wembley Empire Pool (8.000 spett.) |

| Pos. |          | PG | V | N | P | GF | GS | DR  | Pt |
| 1.   | Canada   | 2  | 2 | 0 | 0 | 46 | 2  | +44 | 4  |
| 2.   | Svizzera | 2  | 1 | 0 | 1 | 26 | 16 | +10 | 2  |
| 3.   | Belgio   | 2  | 0 | 0 | 2 | 3  | 57 | -54 | 0  |

### Gruppo B
| Londra 12 marzo 1950 | Svezia | 8 – 3 (5-2; 0-0; 3-1) | Stati Uniti | Wembley Empire Pool (7.000 spett.) |

| Londra 13 marzo 1950 | Svezia | 10 – 0 (3-0; 1-0; 6-0) | Paesi Bassi | Wembley Empire Pool (7.000 spett.) |

| Londra 14 marzo 1950 | Stati Uniti | 17 – 1 (7-0; 2-0; 8-1) | Paesi Bassi | Harringay Arena (6.000 spett.) |

| Pos. |             | PG | V | N | P | GF | GS | DR  | Pt |
| 1.   | Svezia      | 2  | 2 | 0 | 0 | 18 | 3  | +15 | 4  |
| 2.   | Stati Uniti | 2  | 1 | 0 | 1 | 20 | 9  | +11 | 2  |
| 3.   | Paesi Bassi | 2  | 0 | 0 | 2 | 1  | 27 | -26 | 0  |

### Gruppo C
| Londra 13 marzo 1950 | Regno Unito | 9 – 0 (4-0; 3-0; 2-0) | Francia | Empress Hall at Earls Court (1.000 spett.) |

| Londra 14 marzo 1950 | Norvegia | 11 – 0 (7-0; 2-0; 2-0) | Francia | Wembley Empire Pool (5.000 spett.) |

| Londra 15 marzo 1950 | Regno Unito | 2 – 0 (0-0; 0-0; 2-0) | Norvegia | Harringay Arena (6.000 spett.) |

| Pos. |             | PG | V | N | P | GF | GS | DR  | Pt |
| 1.   | Regno Unito | 2  | 2 | 0 | 0 | 11 | 0  | +11 | 4  |
| 2.   | Norvegia    | 2  | 1 | 0 | 1 | 11 | 2  | +9  | 2  |
| 3.   | Francia     | 2  | 0 | 0 | 2 | 0  | 20 | -20 | 0  |

## Girone di consolazione
| Londra 20 marzo 1950 | Belgio | 8 – 1 (3-0; 3-1; 2-0) | Francia | Wembley Empire Pool (3.000 spett.) |

| Londra 21 marzo 1950 | Paesi Bassi | 4 – 2 (1-0; 3-1; 0-1) | Francia | Wembley Empire Pool (300 spett.) |

| Londra 22 marzo 1950 | Belgio | 4 – 2 (2-1; 1-0; 1-1) | Paesi Bassi | Harringay Arena (1.500 spett.) |

| Pos. |             | PG | V | N | P | GF | GS | DR | Pt |
| 7.   | Belgio      | 2  | 2 | 0 | 0 | 12 | 3  | +9 | 4  |
| 8.   | Paesi Bassi | 2  | 1 | 0 | 1 | 6  | 6  | 0  | 2  |
| 9.   | Francia     | 2  | 0 | 0 | 2 | 3  | 12 | -9 | 0  |

## Girone finale
| Londra 17 marzo 1950 | Regno Unito | 4 – 3 (1-0; 2-2; 1-1) | Norvegia | Wembley Empire Pool (9.000 spett.) |

| Londra 17 marzo 1950 | Canada | 11 – 1 (2-0; 3-1; 6-0) | Svizzera | Empress Hall at Earls Court (250 spett.) |

| Londra 17 marzo 1950 | Svezia | 2 – 4 (1-0; 1-2; 0-2) | Stati Uniti | Harringay Arena (2.000 spett.) |

| Londra 18 marzo 1950 | Svizzera | 12 – 4 (3-3; 6-0; 3-1) | Norvegia | Wembley Empire Pool (8.000 spett.) |

| Londra 18 marzo 1950 | Canada | 5 – 0 (0-0; 1-0; 4-0) | Stati Uniti | Harringay Arena (8.500 spett.) |

| Londra 18 marzo 1950 | Regno Unito | 5 – 4 (0-0; 1-2; 4-2) | Svezia | Empress Hall at Earls Court (9.000 spett.) |

| Londra 20 marzo 1950 | Regno Unito | 2 – 3 (2-1; 0-0; 0-2) | Stati Uniti | Wembley Empire Pool (9.000 spett.) |

| Londra 20 marzo 1950 | Canada | 11 – 1 (3-0; 4-1; 1-0) | Norvegia | Empress Hall at Earls Court (150 spett.) |

| Londra 20 marzo 1950 | Svezia | 2 – 3 (2-1; 0-0; 0-2) | Svizzera | Harringay Arena (1.500 spett.) |

| Londra 21 marzo 1950 | Stati Uniti | 10 – 5 (3-0; 1-3; 3-2) | Svizzera | Empress Hall at Earls Court (1.000 spett.) |

| Londra 21 marzo 1950 | Svezia | 6 – 1 (2-0; 3-0; 1-1) | Norvegia | Wembley Empire Pool (7.000 spett.) |

| Londra 21 marzo 1950 | Regno Unito | 0 – 12 (0-5; 0-3; 0-4) | Canada | Harringay Arena (8.000 spett.) |

| Londra 22 marzo 1950 | Stati Uniti | 12 – 6 (5-0; 4-3; 3-3) | Norvegia | Harringay Arena (2.000 spett.) |

| Londra 22 marzo 1950 | Regno Unito | 3 – 10 (1-4; 2-3; 0-3) | Svizzera | Empress Hall at Earls Court (1.500 spett.) |

| Londra 22 marzo 1950 | Canada | 3 – 1 (1-0; 2-0; 0-1) | Svezia | Wembley Empire Pool (9.000 spett.) |

| Pos. |             | PG | V | N | P | GF | GS | DR  | Pt |
| 1.   | Canada      | 5  | 5 | 0 | 0 | 42 | 3  | +39 | 10 |
| 2.   | Stati Uniti | 5  | 4 | 0 | 1 | 29 | 20 | +9  | 8  |
| 3.   | Svizzera    | 5  | 3 | 0 | 2 | 31 | 30 | +1  | 6  |
| 4.   | Regno Unito | 5  | 2 | 0 | 3 | 14 | 32 | -18 | 4  |
| 5.   | Svezia      | 5  | 1 | 0 | 4 | 15 | 16 | -1  | 2  |
| 6.   | Norvegia    | 5  | 0 | 0 | 5 | 15 | 45 | -30 | 0  |

## Graduatoria finale
| Pos | Squadra     |
| --- | ----------- |
|     | Canada      |
|     | Stati Uniti |
|     | Svizzera    |
| 4   | Regno Unito |
| 5   | Svezia      |
| 6   | Norvegia    |
| 7   | Belgio      |
| 8   | Paesi Bassi |
| 9   | Francia     |

| Campione del mondo di hockey su ghiaccio 1950 |
| Canada 13º titolo                             |

| Pos | Squadra     | Formazione |
| --- | ----------- | --- |
|     | Canada      | Leo Lucchini, Hassie Young, Ab Newsome, Billy Dawe, Harry Allen, Doug Macauley, Don Stanley, Bob Watt, Marsh Darling, Al Purvis, John Davies, Doug Kilburn, Pete Wright, Don Gauf, Robert David, Jack Manson, Wilbur Delaney                                          |
|     | Stati Uniti | Patrick Byrne, Richard Desmond, Paul Frick, John Gallacher, Bruce Gardiner, Edward Graizinger, Paul Johnson, Robert Johnson, Bruce McIntyre, John Pleban, Edward Poling, Robert Rompre, Richard Troumbly, Alfred Van                                                  |
|     | Svizzera    | Hans Bänninger, Martin Riesen, Heinrich Boller, Emil Handschin, Hans Heierling, Silvio Rossi, Emile Golaz, Othmar Delnon, Gebhard Poltera, Ulrich Poltera, Hans-Martin Trepp, Alfred Bieler, Walter Dürst, Reto Delnon, Werner Härter, Wilhelm Pfister, Alfred Streun |

## Campionato europeo
Il torneo fu valido anche per il 28º campionato europeo, e fu usata la graduatoria finale del campionato mondiale per determinare le posizioni del torneo continentale; la vittoria andò per la quarta volta alla Svizzera, giunta terza al mondiale.
| Pos | Squadra     |
| --- | ----------- |
|     | Svizzera    |
|     | Regno Unito |
|     | Svezia      |
| 4   | Norvegia    |
| 5   | Belgio      |
| 6   | Paesi Bassi |
| 7   | Francia     |